# Centro de Monitoramento da Conservação Mundial
O Centro de Monitoramento da Conservação Mundial (em inglês: World Conservation Monitoring Centre, WCMC) é um órgão do Programa das Nações Unidas para o Meio Ambiente (PNUMA).
Um órgão que atua em questões relacionadas à conservação da natureza, ele produz levantamentos e análises a fim de fornecer a autoridades públicas e privadas subsídio científico para sua tomada de decisão relacionada à biodiversidade.